# Blend S
Blend S (ブレンド・S?, Burendo Esu) è un manga yonkoma scritto e disegnato da Miyuki Nakayama, serializzato sul Manga Time Kirara Carat di Hōbunsha dal 28 agosto 2013 al 28 aprile 2022. Un adattamento anime, prodotto da A-1 Pictures, è stato trasmesso in Giappone da ottobre a dicembre 2017.

## Trama
Maika Sakuranomiya è una ragazza gentile e di buon cuore, ma con un grande problema: il suo sguardo. Non importa quanto lei ci provi, ogni volta che sorride finisce sempre per assumere uno sguardo minaccioso, e per questo motivo tutti i suoi tentativi per trovare un lavoro part-time finiscono sempre con un buco nell'acqua. Tutto però cambia quando incrocia casualmente il Caffè Stile, una caffetteria all'italiana le cui cameriere, per idea dello strambo direttore Dino, impersonano dei "ruoli"; così, proprio in virtù del suo sguardo minaccioso, Maika finisce per venire assunta nei panni della "sadica", il cui scopo è insultare e spaventare i clienti, attività per la quale finisce per scoprirsi particolarmente dotata.

## Personaggi

I protagonisti nella serie. Da sinistra: Hideri, Akizuki, Mafuyu, Maika, Owner, Kaho, Dino e Miu

Maika Sakuranomiya (桜ノ宮 苺香?, Sakuranomiya Maika)
Doppiata da: Azumi Waki
Eta: 16 anni / Data di nascita: 4 aprile / Altezza: 156 cm
La protagonista della storia, ha 16 anni e frequenta il penultimo anno delle superiori. È estremamente educata e generosa, ma talvolta fin troppo ingenua, una caratteristica che spesso la porta a non capire a pieno le intenzioni altrui. Il suo sogno più grande è riuscire a mettere da parte i soldi necessari per poter andare a frequentare l'università in Europa, ma a causa dello sguardo spaventoso che assume ogni qualvolta sorrida non è mai riuscita a trovare un lavoro part-time. Tuttavia, proprio il suo sguardo le permette di farsi assumere nel Caffè Stile nel ruolo della cameriera "sadica". Poiché appartiene ad una famiglia tradizionalista (oltre che molto ricca), è poco esperta riguardo ai comuni passatempi dei ragazzi della sua età; come se non bastasse, non sembra accorgersi minimamente dei sentimenti che Dino prova per lei. Come la sorella maggiore Aika rivela, Maika è sempre stata da sola prima di unirsi al Caffè Stile, e sono proprio i membri dello staff del locale a diventare i suoi primi veri amici. Pur rispettando molto i suoi fratelli, Maika si rivela spaventosamente minacciosa nei loro confronti non appena ritiene che questi stanno importunando i suoi nuovi amici. Come molti personaggi nel manga, Maika rappresenta una stagione: il suo cognome contiene un riferimento alla primavera, vale a dire il carattere kanji 桜 , indicante il fiore di ciliegio tipico simbolo di tale stagione.
Kaho Hinata (日向 夏帆?, Hinata Kaho)
Doppiata da: Akari Kitō
Eta: 17 anni / Data di nascita: 12 agosto / Altezza: 165 cm / Gruppo sanguigno: B
La caposala del Caffè Stile, nonché cameriera di più lungo corso del locale; il suo ruolo è quello di tsundere, ma al di fuori dell'orario di lavoro è una ragazza solare ed amichevole. Benché appassionata di J-pop e abituale frequentatrice di concerti idol, il suo grande amore sono i videogiochi, al punto da bruciarsi ogni volta lo stipendio in sala giochi e perdere il controllo ogni qualvolta ne senta parlare, tanto a volte da trascurare il suo lavoro per mettersi a giocare insieme ai clienti del locale. Anche se all'apparenza molto estroversa, Kaho in realtà soffre di una fortissima timidezza: per sua stessa confessione, al di fuori del Caffè Stile tutte le sue amicizie sono online, e non appena unitasi al locale riusciva a malapena a parlare con Akizuki quando Dino era fuori. Kaho, insieme ad Akizuki, fu la prima ad essere assunta al Caffè Stile, infatti i due sono buoni amici. Il suo nome rimanda alla stagione dell'estate, come indica il kanji 夏
Mafuyu Hoshikawa (星川 麻冬?, Hoshikawa Mafuyu)
Doppiata da: Anzu Haruno
Eta: 20 anni / Data di nascita: 23 dicembre / Altezza: 135 cm
La cameriera più richiesta del locale, ha 20 anni e frequenta l'università, ma le sue dimensioni minute la portano ad essere facilmente scambiata per una bambina. Proprio per questo motivo il suo personaggio è la imouto, la sorellina, impersonando il quale muta completamente il proprio carattere: infatti, se da cameriera è premurosa ed infantile, nella vita reale si mostra fredda e talvolta crudele; tant'è che il suo passatempo preferito è punire sadicamente Dino ogni qualvolta questi si comporti in maniera inappropriata e tormentare la povera Kaho, della quale forse invidia il fisico formoso; anche se sa anche dimostrarsi affezionata a quest'ultima, trattandola un po' come una sorella minore. La sua grande passione, attentamente nascosta ai più, sono gli animali di peluche; inoltre colleziona action figure a tema mahou shoujo. Ironicamente, fuori dal lavoro è la sorella maggiore di tre fratellini. Mafuyu è convinta che non potrà mai trovare l'amore, in quanto crede che ogni ragazzo interessato a lei potrebbe rivelarsi un lolicon, ma questa idea potrebbe scomparire in quanto recentemente ha iniziato a frequentare un ragazzo di nome Itou. Il nome di Mafuyu rappresenta l'inverno, indicato nel carattere 冬.
Miu Amano (天野 美雨?, Amano Miu)
Doppiata da: Atsumi Tanezaki
Eta: 22 anni / Data di nascita: 9 giugno / Altezza: 163 cm
22 anni, Miu svolge, come cameriera del Caffè Stile, il ruolo della onee-san, la dolce sorella maggiore. Nella vita reale, invece, è un'artista di successo e oggi membro unico del celebre gruppo amatoriale chiamato Hanazono Folder (il gruppo si disgregò a causa di divergenze creative), dedicato alla produzione di opere erotiche a sfondo etero, yuri e yaoi. Miu ha deciso di lavorare al Caffè Stile proprio con lo scopo di osservare la gente e trarre così ispirazione per i suoi lavori. Quando non lavora al Caffè tiene i capelli rossi raccolti in un altro modo e porta gli occhiali al posto delle lenti a contatto. Sa che probabilmente Dino e Maika sono destinati a mettersi insieme, ma cerca di rimandare l'evento il più a lungo possibile, per non perdere la propria principale fonte d'ispirazione. Talvolta si diverte a provocare e punzecchiare gli altri personaggi per osservare le loro reazioni, specialmente Akizuki e Hideri: in particolare nutre un bizzarro interesse nei confronti di Hideri, ma è difficile capire se l'eccentrica Miu voglia solo divertirsi a provocare un po' o se provi qualcos'altro. Il nome di Miu non fa riferimento ad una stagione, ma il kanji 雨 indica la pioggia.
Hideri Kanzaki (神崎 ひでり?, Kanzaki Hideri)
Doppiato da: Sora Tokui
Eta: 16 anni / Data di nascita: 10 luglio / Altezza: 150 cm / Gruppo sanguigno: B
Hideri è il "personaggio" idol del Caffè Stile. Al suo arrivo ciò che cattura l'attenzione degli altri personaggi, oltre al suo adorabile aspetto "da bambola", è che utilizza per sé un pronome di prima persona maschile, boku (僕). Il motivo viene presto rivelato: Hideri, nonostante il suo aspetto, è in realtà un ragazzo che ama indossare abiti femminili e apparire carino. Ha 16 anni ed è figlio di agricoltori: Hideri vorrebbe diventare un famoso e adorato idol, ma i suoi genitori disapprovano l'idea e vorrebbero che ereditasse la fattoria di famiglia, una prospettiva che Hideri detesta. Così, per dimostrare loro il suo valore e la sua popolarità, Hideri si unisce al Caffè Stile. Anche se si atteggia ad adorabile e carismatica diva, pecca di un certo narcisismo e aggressività nei modi che contrastano con il suo innocuo look pastellato. Alla base del suo sogno di idol c'è la sua ossessione con il dover essere al centro dell'attenzione, il che lo porta ad escogitare scenari assurdi (come il cadere di proposito dalla pista da sci giusto per farsi aiutare a rialzarsi): i suoi tentativi però vanno sempre a vuoto, venendo comicamente "puniti" dagli altri personaggi. Al di là di queste manie e della sua scorza dura, però, Hideri in realtà dimostra più volte di essere disposto ad aiutare gli altri: ad esempio, capisce immediatamente che Dino è innamorato di Maika e nonostante la reciproca inimicizia tra i due ragazzi decide di aiutarlo a conquistarla; o vedendo Miu in difficoltà con delle borse pesanti si offre subito per aiutarla a portarle. Stringe presto amicizia con Miu, ma sviluppa una certa complicità anche con Akizuki e Maika. Come per Miu, anche il nome di Hideri non rappresenta una stagione, ma per come è scritto può significare "siccità", in un curioso contrasto con Miu.
Dino (ディーノ?, Dino)
Doppiato da: Tomoaki Maeno
Eta: 26 anni / Data di nascita: 5 maggio / Altezza: 188 cm
Lo strambo direttore del Caffè Stile, nonché capocuoco, italiano di nascita ma giapponese d'adozione. Espansivo ed estroverso, è solito perdere fiumi di sangue dal naso ogni qualvolta si ecciti o si emozioni. Il suo passatempo preferito è guardare anime, soprattutto quelli della fascia notturna, i quali insiste a guardare in diretta, cosa che tuttavia lo porta ad essere spesso distratto e ad addormentarsi sul lavoro. Nonostante non rinunci a corteggiare ogni ragazza che incontra, è sinceramente innamorato di Maika, e tenta in ogni modo di attirare la sua attenzione: Dino infatti, pur essendo disinvolto e navigato nel flirtare con il gentil sesso, perde completamente il controllo con Maika comportandosi con incredibile timidezza e passività, attirando a sé lo scherno di Akizuki e Hideri. Inizialmente odia l'idea di assumere Hideri, ma successivamente cambia idea, anche se tra i due rimane una certa rivalità.
Kouyou Akizuki (秋月 紅葉?, Akizuki Kōyō)
Doppiato da: Tatsuhisa Suzuki
Eta: 21 anni / Data di nascita: 28 novembre / Altezza: 170 cm
È lo chef del Caffè Stile. Ha un atteggiamento più serio e riservato rispetto a Dino, ma perde il controllo quando si tratta della sua grande passione per lo yuri. Vorrebbe che al locale ci fossero clienti donne così da poterle "ammirare" in atteggiamenti ai suoi occhi "molto amichevoli", ma con suo grande rammarico giorno dopo giorno la clientela è interamente maschile. Insieme a Mafuyu è il membro della staff più impegnato a tenere in riga Dino, anche usando metodi drastici come chiamare la polizia al minimo sospetto o tirare padellate in testa al direttore. Come Kaho, è in realtà una persona molto timida e ha grande difficoltà a rapportarsi con le ragazze. A differenza di Dino, non mostra ostilità nei confronti di Hideri: al contrario, i due spesso si scoprono complici nel riprendere i comportamenti di Dino, e a volte Akizuki sembra trattare Hideri quasi alla stregua di un fratello minore. Kouyou, però, è soprattutto in buoni rapporti con Kaho: i due sono stati i primi membri ad unirsi a Stile, e si conoscono da tempo, al punto che a volte la loro amicizia sembra possa in futuro diventare qualcosa di più. Akizuki rappresenta l'autunno, sia nel suo cognome (秋 indica proprio l'autunno), sia nel suo nome (紅葉 fa riferimento alle foglie rosse autunnali).
Owner (オーナー?, Ōnā)
Il cane-mascotte del Caffè Stile, trovato abbandonato da Maika e adottato dal ristorante. Sembra essere un incrocio tra un siberian husky e un border collie. Molto affezionato a Dino, vive assieme a lui nel suo appartamento situato al piano superiore del ristorante, compiendo ogni tanto delle incursioni al piano di sotto in cerca di coccole e cibo. Ha degli occhi con un taglio simile a quelli di Maika, il che porta da subito gli altri personaggi a notare una somiglianza tra la ragazza e il cane: viene più avanti mostrato che, a suo malgrado, condivide con Maika perfino la tendenza a proiettare lo stesso "sguardo spaventoso", riuscendo a far fuggire spaventata una cagnolina della quale sembrava essersi innamorato.
Aika Sakuranomiya (桜ノ宮 愛香?, Sakuranomiya Aika)
Doppiata da: Rei Matsuzaki
La sorella maggiore di Maika. A differenza di Maika, si mostra fortemente tradizionalista, incarnando per certi versi l'archetipo della donna tradizionale giapponese: veste con kimono sgargianti e sontuosi, ha lunghi capelli neri tenuti nel tradizionale taglio Hime, parla sempre con un registro molto formale e ricercato, e porta spesso con sé una naginata. Aika assomiglia molto per aspetto a Maika, ma non condivide con la sorella il peculiare "sguardo minaccioso", avendo invece un taglio di occhi molto più gentile. Nonostante il portamento sereno, Aika condivide con i suoi fratelli la tendenza a comportarsi involontariamente in modo sadico: oltre a ciò, è estremamente protettiva nei confronti di Maika, e non esista a passare a minacce non molto velate nei confronti di chi crede la possa far soffrire, risultando verso questi non poco inquietante. A sorpresa, Aika sembra molto favorevole all'idea che Maika e Dino possano diventare una coppia.
Kouichi Sakuranomiya (桜ノ宮 香一?, Sakuranomiya Kōichi)
Doppiato da: Shinki Satou
Il fratello maggiore di Maika, anch'egli veste sempre in modo tradizionale e si distingue per i capelli neri portati con una frangia divisa in due. Come le sue due sorelle ha la tendenza a comportarsi involontariamente in modo sadico, specialmente verso Dino, e si esprime sempre in modo molto formale. Teme che Maika non possa trovare amici a causa del suo sguardo, ed è molto protettivo verso di lei. Inizialmente scambia Dino per il fidanzato di Maika.
Itou (伊藤?, Itō)
Doppiato da: Shunsuke Takeuchi
Un ragazzo molto alto (del quale non viene mai mostrato il volto) che lavora in una biblioteca. Proprio qui conosce Mafuyu e se ne innamora. Si reca al Caffè Stile per chiedere alla ragazza di uscire insieme, ma ella si rifiuta, mettendo in scena il suo personaggio da "sorellina" per cacciarlo via. Nell'anime non viene mostrato il seguito di ciò: Itou non si dà per vinto e prova di nuovo a chiedere a Mafuyu di uscire insieme, al che lei accetta, pur con riserve. Mafuyu tenta di scoraggiare Itou spingendolo a guardare insieme un film anime mahou shoujo, ma al contrario delle sue aspettative il ragazzo adora la visione e si commuove fino a copiose lacrime, imbarazzando Mafuyu. Al momento non è chiaro se Mafuyu e Itou continueranno a frequentarsi, anche se è probabile che sarà così.

## Media

### Manga
Il manga, scritto e disegnato da Miyuki Nakayama, è stato inizialmente serializzato come una serie di due capitoli one-shot sulla rivista Manga Time Kirara Carat di Hōbunsha sul numero di ottobre 2013 uscito il 28 agosto 2013, poi ha iniziato la serializzazione sulla stessa rivista come una serie regolare sul numero di marzo 2014. La serie si è conclusa nel numero di giugno 2022 uscito il 28 aprile 2022. I capitoli sono stati raccolti in 8 volumi tankōbon pubblicati dal 27 gennaio 2015 al 26 maggio 2022. Il 27 novembre 2017 è stata invece pubblicata la raccolta speciale Souvenir "Blend S" Fan Book & Anthology Comic, contenente illustrazioni a colori e analisi dei personaggi del manga a opera della stessa Miyuki Nakayama e un'antologia di illustrazioni e storie tributo disegnate da altri autori.
| Nº | Data di prima pubblicazione | Data di prima pubblicazione | Data di prima pubblicazione |
| Nº | Giapponese                  | Giapponese                  |                             |
| -- | --------------------------- | --------------------------- | --------------------------- |
| 1  | 27 gennaio 2015             | ISBN 978-4-8322-4520-4      |                             |
| 2  | 27 febbraio 2016            | ISBN 978-4-8322-4667-6      |                             |
| 3  | 27 gennaio 2017             | ISBN 978-4-8322-4798-7      |                             |
| 4  | 27 ottobre 2017             | ISBN 978-4-8322-4885-4      |                             |
| 5  | 25 gennaio 2019             | ISBN 978-4-8322-7062-6      |                             |
| 6  | 27 marzo 2020               | ISBN 978-4-8322-7179-1      |                             |
| 7  | 26 marzo 2021               | ISBN 978-4-8322-7264-4      |                             |
| 8  | 26 maggio 2022              | ISBN 978-4-8322-7368-9      |                             |

### Anime
Annunciato il 28 dicembre 2016 sul Manga Time Kirara Carat di Hōbunsha, un adattamento anime, prodotto da A-1 Pictures e diretto da Ryōji Masuyama, è stato trasmesso dal 10 ottobre al 23 dicembre 2017. La composizione della serie è stata affidata a Gō Zappa, mentre la colonna sonora è stata composta da Tomoki Kikuya.
| Nº | Titolo italiano (traduzione letterale) Giapponese 「Kanji」 - Rōmaji | In onda          | In onda |
| Nº | Titolo italiano (traduzione letterale) Giapponese 「Kanji」 - Rōmaji | Giapponese       |         |
| 1  | Per la prima volta super sadica 「はじめてのドＳ」 - Hajimete no doesu | 10 ottobre 2017  |         |
| 1  | Maika, una liceale di buona famiglia gentile e garbata, ha difficoltà a trovare un lavoro part-time a causa del suo sguardo minaccioso. Un giorno però sulla sua strada incontra Dino, giovane italiano che gestisce il "Caffè Stile", un ristorantino in cui lavorano anche il cuoco Akizuki e le cameriere Kaho e Mafuyu. Dal momento che è usanza per le cameriere del locale impersonare dei ruoli con cui intrattenere i clienti, Dino assegna a Maika il ruolo della sadica, un personaggio che alla ragazza, pur senza volerlo, viene naturale, e che nel tempo la rende popolarissima. Dopo un periodo di prova, Maika decide di accettare l'offerta di lavoro, soprattutto per aver trovato nel personale dello Stile i suoi primi veri amici. |                  |         |
| 2  | Dolci senza onore 「仁義なきスイーツ」 - Jinginaki suītsu | 14 ottobre 2017  |         |
| 2  | Maika inizia a conoscere poco a poco i suoi nuovi colleghi, scoprendone le passioni e i passatempi. Quindi, come da tradizione, viene il momento di indire una competizione tra i membri dello staff, che divisi in due squadre devono ideare un nuovo piatto, il più apprezzato dei quali verrà aggiunto al menu del ristorante. Maika, finita in coppia con Mafuyu, si aspetta una sfida in amicizia, fino al momento in cui Mafuyu non le rivela di come in realtà la competizione tra le due squadre sia fortissima, dal momento che è usanza per i vincitori di poter vedere esaudito un desiderio. Alla fine Mafuyu ha l'idea per un semifreddo, ma a causa della sbadataggine di Maika ne viene fuori un intruglio immangiabile, il quale però inaspettatamente ha un enorme successo vincendo la gara. Tuttavia, Maika decide di non esprimere il suo desiderio, considerando le belle sensazioni provate durante e dopo la sfida il migliore dei premi; Mafuyu ha ben altri progetti, e la mattina dopo Maika recandosi al lavoro scopre che il premio richiesto dalla compagna era proprio lei, costretta a farle da modella per cosplay per un giorno intero. |                  |         |
| 3  | Dopo l'appuntamento, VM18 「デートのち１８禁」 - Dēto nochi 18-kin | 21 ottobre 2017  |         |
| 3  | Dino si rende ben presto conto di essersi innamorato seriamente di Maika, ma proprio per questo motivo non riesce, a differenza di quanto accade con le altre donne, ad usare con lei il suo abituale fascino, né a trovare la forza per dichiararsi. Spronato dai colleghi, cerca di invitare Maika ad un appuntamento, ma a causa di un fraintendimento alla gita finiscono per prendere parte anche Kaho e Akizuki. Come se non bastasse, tutti i tentativi di Dino di fare un regalo a Maika finiscono in un nulla di fatto, anche a causa dell'ingenuità della ragazza, che non si rende minimamente conto della situazione. Alla fine, per un curioso scherzo del destino, Maika e Dino finiscono per farsi lo stesso regalo, cosa che però spinge Dino a ritenere il loro un fidanzamento destinato ad avvenire. Qualche tempo dopo, qualcuno dimentica nel locale un dojinshi hentai, che suscita la curiosità di tutti ma che nel contempo traumatizza Maika, per nulla avvezza a questo genere di cose. Ogni tentativo di individuare il proprietario della rivista risulta vano, ma proprio quando il personale è sul punto di arrendersi il proprietario in questione si fa vivo, rivelandosi a sorpresa una giovane donna, Miu Amano. |                  |         |
| 4  | Ultima arrivata e sorella maggiore (due in una) 「後輩はおねえさん（健全）」 - Kōhai wa onēsan (kenzen) | 28 ottobre 2017  |         |
| 4  | Miu, mangaka in erba, decide di unirsi al personale del ristorante con il ruolo di onee-san, l'amorevole sorella maggiore, soprattutto al fine di osservare l'atmosfera del locale e ideare nuove storie. Resasi conto dell'attrazione provata da Dino per Maika, la ragazza consiglia alle colleghe di non interferire con il naturale svolgersi degli eventi, soprattutto per non perdere quella che considera un'ottima fonte di ispirazione (tanto che, di lì a breve, realizzerà effettivamente un manga con protagonisti Dino e Maika che la renderà famosa). In seguito, per venire incontro alle richieste dei clienti, Dino e gli altri costringono Maika ad assumere atteggiamenti sempre più sadici e crudeli, sottoponendola ad un "addestramento" forzato che ne aumenti il carattere. Il risultato finale, però, è una Maika trasformata in una perfida regina sadomaso, decisamente al di là degli standard del locale; così, alla fine, tutti abbandonano l'idea, capendo che Maika è perfetta così com'è. |                  |         |
| 5  | Prima la pioggia, poi il vento 「雨のちカゼ」 - Ame nochi kaze | 4 novembre 2017  |         |
| 5  | Dopo una lunga giornata di lavoro, Kaho e Akizuki vengono accidentalmente chiusi a chiave nello spogliatoio del locale da Dino, rendendosi conto in quella situazione di come siano fatti l'uno per l'altra, avendo tanti interessi in comune. Il giorno dopo, però, Maika non si presenta al lavoro, essendosi ammalata dopo aver preso un acquazzone mentre tornava a casa. Kaho, Mafuyu e Dino decidono quindi di andarla a trovare, e nell'occasione conoscono i suoi due fratelli maggiori, Aika e Kouichi. Il particolare rapporto tra Maika e Dino interessa e incuriosisce i due fratelli, che scambiando Dino per il fidanzato di Maika lo sottopongono ad un vero interrogatorio nel tentativo di conoscerlo meglio. Tutto ciò, però, non piace affatto alla loro sorellina, che impiega poco a usare il suo sadismo naturale per metterli in riga. |                  |         |
| 6  | Lungo la riva, eccetera... (per adulti) 「水辺にまつわるエトセトラ（成人済）」 - Mizube ni matsuwaru etosetora (seijinzumi) | 11 novembre 2017 |         |
| 6  | Dino organizza un barbecue in montagna per tutti i suoi colleghi, ma se Maika e Mafuyu sono emozionate dalla cosa, completamente opposta è la reazione di Akizuki, Miu e Kaho, che con il loro atteggiamento al limite dell'hikikomori non riescono proprio a concepire la vita all'aria aperta, finendo per spendere buona parte del tempo a videogiocare. Quindi, qualche giorno dopo, viene organizzata una nuova gita di gruppo, questa volta al mare, che invece suscita l'emozione di tutti. Nel bel mezzo della gita, dopo essere rimasti soli grazie ad un evento fortuito, Dino cerca di esternare i propri sentimenti a Maika, ma nella sua incredibile timidezza finisce per non concludere niente, con grande delusione dei suoi colleghi, che ormai hanno iniziato palesemente a fare il tifo per lui. |                  |         |
| 7  | Occupati con banane e fragole 「バナナにイチゴで、いそがしい」 - Banana ni ichigo de, isogashii | 18 novembre 2017 |         |
| 7  | Quando Kaho si presenta al lavoro sfoggiando un'invidiabile tintarella conquistata durante la gita al mare, Dino ha l'idea di istituire il "Giorno della Giungla", riempiendo per l'occasione il ristorante di piante esotiche e facendo vestire tutti a tema. La cosa provoca situazioni esilaranti, visto che i dipendenti finiscono per perdersi nel loro stesso locale, ma permette anche a Kaho ed Akizuki di spendere qualche momento insieme, rafforzando il loro legame. Il giorno successivo, trovandosi a corto di fragole per preparare i dolci, Maika e Dino spendono l'intero pomeriggio in giro per negozi cercando di acquistarne di nuove, ma subito dopo esserci riusciti Dino viene arrestato dalla polizia, che scambia il suo ennesimo tentativo di dichiararsi per un'aggressione. Risolto l'equivoco, i dipendenti dello Stile devono però affrontare un altro problema: il lavoro aumenta sempre di più, e ormai le ragazze non sono più in grado di gestire tutto da sole. Viene quindi deciso di assumere una nuova cameriera. |                  |         |
| 8  | A seguire, il personaggio dell'idol 「アイドル属性も、ついてます」 - Aidoru zokusei mo, tsuitemasu | 25 novembre 2017 |         |
| 8  | A rispondere all'annuncio per un nuovo posto di lavoro è Hideri Kanzaki, il cui comportamento gioioso e l'aspetto dolcissimo catturano subito l'affetto di tutti. L'unico a mostrarsi freddo alla nuova arrivata, stranamente, è Dino, e il motivo è presto spiegato: Hideri infatti è un ragazzo, il cui sogno è sfondare nel mondo dello spettacolo diventando un'idol, motivo per cui ha deciso di celare il suo reale sesso e spacciarsi per una ragazza. Hideri, capendo subito i sentimenti di Dino nei confronti di Maika, decide d'accordo con Akizuki di provare ad aiutarlo a dichiararsi, ma vuoi per una serie di fraintendimenti vuoi per la sbadataggine di entrambi, alla fine ne risulta un ennesimo buco nell'acqua. La domenica successiva poi, Hideri incontra Miu in giro per la città, e i due passano un po' di tempo insieme; Hideri si accorge troppo tardi di come Miu abbia sviluppato per lui una vera fissazione, costringendolo ben presto a diventare il suo modello personale per abiti e vestiti di qualunque tipo. |                  |         |
| 9  | L'arrivo di Owner, sorella all'attacco 「オーナー就任、シスター襲来」 - Ōnā shūnin, shisutā shūrai | 2 dicembre 2017  |         |
| 9  | Maika porta al Caffè Stile un grosso cane randagio che ha trovato in giro. Sfortunatamente, non può portarlo a casa perché i suoi fratelli odiano i cani. Allora Maika cerca qualcuno che lo adotti, ma non trova acquirenti. Alla fine, Dino viene spinto a prendersi cura dell'animale che viene chiamato "Owner" (proprietario), i cui occhi minacciosi assomigliano a quelli di Maika, e decide di tenerlo con sé fino a quando non si troverà un proprietario disponibile. Tuttavia, Dino si pente presto della sua decisione perché viene costretto a portare a spasso il cane al mattino mentre preferirebbe dormire. Nel frattempo, Maika decide di preparare dei dolci per Dino per mostrargli la sua gratitudine nei suoi confronti. Più tardi, la sorella maggiore di Maika, Aika, viene a trovarla mentre sta lavorando. Aika rimane colpita nel vedere la sorella svolgere bene il proprio mestiere nel servire i clienti con il suo sadismo, così Aika minaccia Dino con una lancia, pensando che abbia fatto piangere sua sorella. Tuttavia, Maika le spiega che stava solo tirando su il morale dei clienti, quindi Aika si scusa per essere saltata a conclusioni affrettate. Mentre Aika torna a casa, il fratello di Maika, Kōichi, si nasconde mentre piange per non essere stato invitato al Caffè Stile. Successivamente, il personale del locale nota che Dino è ingrassato perché nell'ultimo periodo Maika gli sta preparando troppi dolci. Il giorno dopo, Dino si ritrova costretto a portare a spasso il cane Owner per cercare di dimagrire e tornare in forma. |                  |         |
| 10 | Te lo insegnerò io ♡ 「おしえて、あ・げ・る♡」 - Oshiete, a-ge-ru ♡ | 9 dicembre 2017  |         |
| 10 | Un cliente del Caffè Stile confessa i suoi sentimenti a Mafuyu. Tuttavia, fra i due non c'è solamente una notevole differenza di altezza, ma anche un divario tra il personaggio che interpreta la ragazza per i suoi clienti e la vera sé stessa e perciò rifiuta immediatamente la sua proposta. Il fratellino di Mafuyu, invece, teme che sua sorella non avrà mai un fidanzato. Nel frattempo, la madre di Kaho punisce la figlia per lo scarso rendimento scolastico e le vieta di toccare i videogiochi a meno che riesce a ottenere un punteggio medio o superiore in un grande prova sul trucco, così Mafuyu accetta di supervisionare le sessioni di studio di Kaho. Il giorno dopo, si scopre che Kaho ha passato tutta la notte a studiare e non è riuscita a dormire a sufficienza. Mafuyu decide allora di truccare un po' Kaho per coprire le borse sotto gli occhi, ma poco dopo la stessa Mafuyu finisce per fare lo stesso con Kouyou che finisce all'interno del camerino dopo essere cascato nello scherzo di Hideri. Il giorno successivo, Kaho è riuscita finalmente a superare il test di trucco con un punteggio più alto di quello che si aspettava. Mafuyu rivela di essere molto orgogliosa di Kaho per aver superato la prova, anche se le dice che la prossima volta che andranno al solito bar Kaho dovrà studiate duramente per non fallire per la prossima verifica. Dopo i titoli di coda, si vede Kaho mentre sta bevendo un caffè nero mentre dice a Maika che aveva il sapore di "una sorella maggiore".                                                  |                  |         |
| 11 | Bravo tsundere, pessimo con il kabedon 「ツンデレ上手、壁ドンは下手」 - Tsundere jōzu, kabedon wa heta | 16 dicembre 2017 |         |
| 11 | Nel loro giorno libero, Dino va al parco con Maika e il cane Owner. Il tempo che trascorre con Maika al ragazzo sembra un sogno, mentre Owner si innamora di un altro cane. Nel frattempo, al Caffè Stile, Kaho è estremamente depressa dopo aver cancellato accidentalmente tutti i dati dal suo videogioco preferito. Akizuki peggiora le cose con la sua solita mancanza di delicatezza, ma poi cerca di consolare Kaho. Quindi prepara un semifreddo alla fragola per tirarla su di morale, ma presto scopre che Kaho si sente già meglio perché un cliente le ha regalato un peluche. Successivamente Kaho si rende conto che Akizuki aveva preparato quel semifreddo per lei, quindi afferma di non vedere l'ora di mangiarlo alla prossima occasione. Più tardi, Dino vuole confessare i suoi sentimenti per Maika mettendola all'angolo, ma non succede ciò che Hideri spera. Dino poi prova a mettere alle strette Maika di nuovo durante il lavoro, ma lei gli dice con rabbia di allontanarsi, mandandolo in depressione. Dopo i titoli di coda, Maika si sente in colpa per essersi arrabbiata con lui, quindi si scusa con il diretto interessato, risollevando così il morale di Dino. |                  |         |
| 12 | Ti amo! 「大好きですっ！」 - Daisuki desu! | 23 dicembre 2017 |         |
| 12 | I membri del Caffè Stile vanno in gita in montagna per sciare. Dino è determinato a confessare i suoi sentimenti a Maika, ma si verificano rapidi sviluppi quando la ragazza, appena uscita dal bagno, lo interrompe. Il giorno dopo, Kaho, Miu e Mafuyu sentono Maika fare una confessione inaspettata e scioccante ma poi si rendono presto conto che la loro amica aveva fatto solo un sogno in cui Dino le aveva confessato il suo amore. Successivamente Dino rivela a Maika i sentimenti che prova per lei ma la ragazza si addormenta per la stanchezza e così il tutto si rivela ancora una volta in un nulla di fatto. Qualche giorno dopo, la scena si sposta alla vigilia di Natale, dove il personale del bar si gode una torta che gli era avanzata. Dino racconta a tutti che Kaho e Akizuki furono le prime due persone a lavorare al Caffè Stile, e si scopre che all'inizio della loro carriera erano sempre nervosi, facendoli immancabilmente arrabbiare. Il proprietario del locale ricorda anche del giorno in cui iniziò a lavorare Mafuyu, spiegando che non fu affatto facile assumerla dato che questa lo aveva scambiato per un lolicon. Alla fine Maika ripensa a quella volta che Dino confessò il suo amore, spiegandogli che lo ricambia, e che voleva bene anche al resto dello staff. Dopo i titoli di coda, Maika accoglie gli spettatori con il suo sguardo sadico e successivamente la si vede mentre si reca ad un appuntamento con Dino in stazione. |                  |         |

## Accoglienza

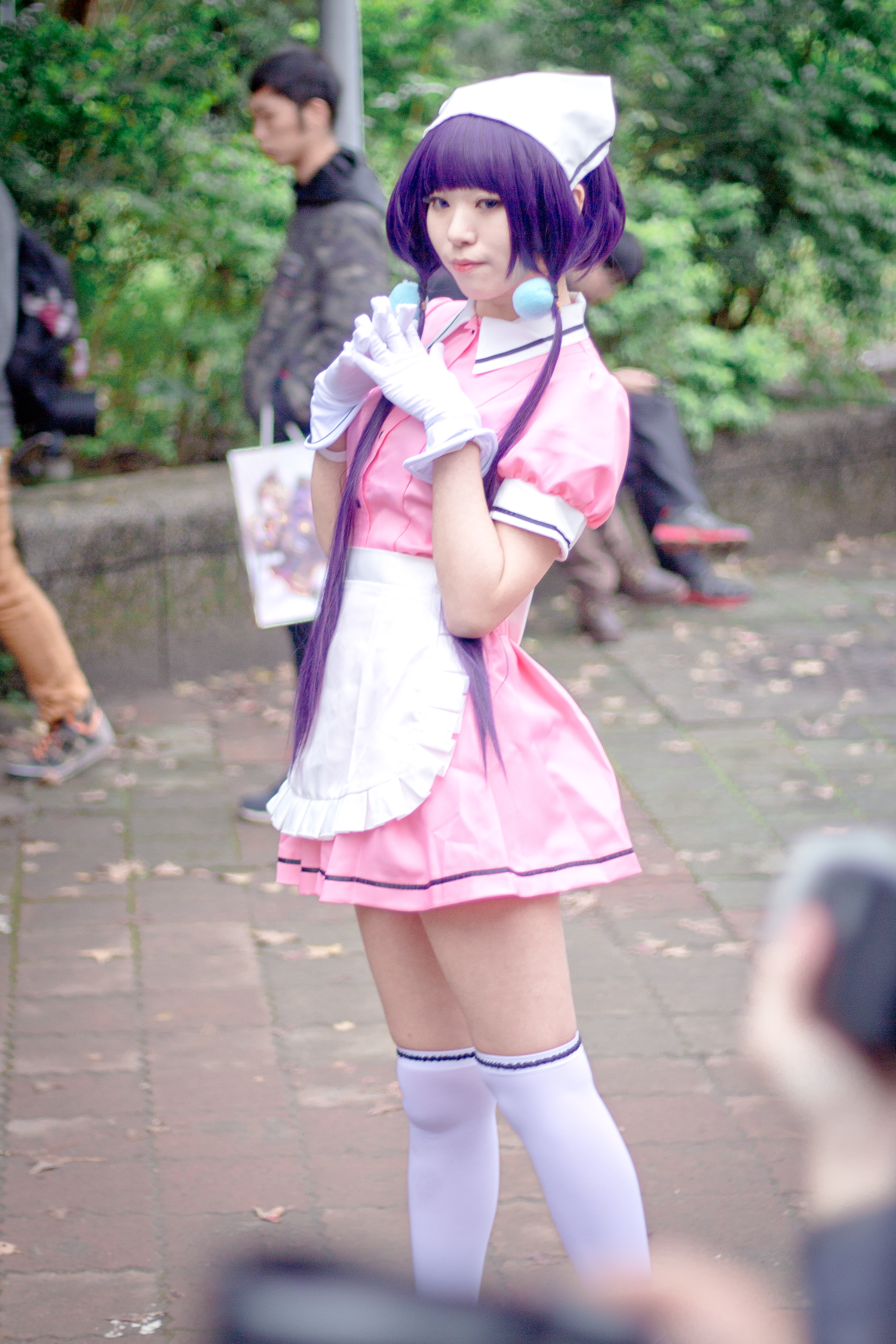
Cosplayer di Maika

Nel marzo 2018 si è tenuto un sondaggio sul sito Goo Ranking riguardante i personaggi maid più amati dai giapponesi e Maika Sakuranomiya è arrivata al quindicesimo posto con 59 voti.